# Yekuno Amlak
Yekuno Amlak (amharisch ዓጼ ይኵኖ አምላክ, Thronname Tasfa Jesus, ተስፋ እየሱስ) († 17. Juni 1285) war vom 10. August 1270 bis zu seinem Tod Negus Negest (Kaiser) von Äthiopien. Er gilt als Begründer oder Wiederhersteller der salomonischen Dynastie. Über seinen Vater, Tasfa Jesus, führte er seine Abstammung zurück auf Dil Na’od, den letzten König von Aksum.

## Leben
Ein großer Teil dessen, was wir über Yekuno Amlak wissen, stammt aus mündlichen Überlieferungen. Den meisten Quellen zufolge war seine Mutter Sklavin eines amharischen Häuptlings in Sagarat, in der heutigen Woreda Dessie Zuria in Amhara. Yekuno Amlak wurde in der Nähe von Amba Sel im Istifanos Kloster im Hayksee unterrichtet. Einige Überlieferungen berichten, dass der Heilige Tekle Haymanot ihn aufzog und ihm dabei half den letzten König der Zagwe-Dynastie abzusetzen. Der britische Historiker G. W. B. Huntingford glaubt jedoch, dass eher der Abt des Klosters, Jesus Mo’a für diese Rolle in Frage kommt, sofern überhaupt einer dieser Heiligen die Politik jener Zeit beeinflusste.
Der herkömmlichen Geschichtsschreibung nach war Yekuno Amlak durch den Zagwe König Za Ilmaknun („der Unbekannte, der Versteckte“) in Malot eingekerkert, konnte jedoch fliehen. Er fand Unterstützung in Amhara und Schoa und besiegte mit dieser Armee aus Gefolgsleuten den Zagwe König. Taddese Tamrat vertritt die Auffassung, dass dieser König Yetbarak war, dessen Name durch eine Art damnatio memoriae aus den Aufzeichnungen verschwand. Ein neuerer Chronist der Geschichte Wollos erklärt rundweg, dass der letzte Zagwe König, welcher durch Yekuno Amlak abgesetzt wurde, kein geringer war als Na’akueto La’ab.
Yekuno Amlak soll auch Feldzüge gegen das südlich des Abbai-Flusses gelegene Königreich Damot unternommen haben.
Gesicherter sind die Informationen zu seinen Beziehungen mit anderen Ländern.
E. A. Wallis Budge schreibt zum Beispiel, dass Yekuno Amlak mit dem byzantinischen Kaiser Michael VIII. nicht nur im Briefwechsel stand, sondern ihm auch mehrere Giraffen als Geschenk sandte.
Die anfangs freundschaftlichen Beziehungen zu seinen muslimischen Nachbarn wurden arg strapaziert, als er sich um einen Abuna für die Äthiopisch-Orthodoxe Kirche bemühte.
Ein Brief von 1273 an den Mamluken Sultan Baibars I., den Oberherr des Patriarchen von Alexandrien (das Oberhaupt der Äthiopischen Kirche), ist erhalten geblieben. Darin bittet er um Unterstützung für einen neuen Abuna. Der Inhalt des Briefes legt nahe, dass es sich nicht um das erste Ersuchen dieser Art handelte. Als kein Abuna eintraf, machte er das Eingreifen des Sultans von Jemen dafür verantwortlich. Dieser hatte das Vorankommen seines Boten nach Kairo behindert.
Taddesse Tamrat deutet die Anlehnung des Sohns Yekuno Amlaks an syrische Geistliche am königlichen Hof als Ergebnis dieser Vernachlässigung durch den Patriarchen. Taddesse stellt ebenfalls fest, dass zu dieser Zeit die Patriarchen von Alexandrien und Antiochien um das Recht der Ernennung des Bischofs von Jerusalem stritten, welches bis dahin in den Händen des Patriarchen von Antiochien gelegen hatte. Ein Spielzug in dieser Auseinandersetzung war die Ernennung eines äthiopischen Pilgers zum Abuna durch den Patriarchen Ignatius III. David von Antiochien. Dieser Pilger versuchte nie diese Position in Äthiopien anzutreten. Durch den Mangel an koptischen Bischöfen war Yekuno Amlak jedoch auf die Syrer angewiesen, die in sein Königreich gelangten, wie Taddesse Tamrat darlegt.
Yekuno Amlak beauftragte den Bau der Kirche Gennete Maryam unweit von Lalibela. Diese besitzt die ältesten erhaltenen datierbaren Wandmalereien in Äthiopien.